# Coupe d'Union soviétique de football 1945
Navigation
Édition 1944 Édition 1946
La Coupe d'Union soviétique 1945 est la 6e édition de la Coupe d'Union soviétique de football. Elle se déroule entre le 9 septembre et le 14 octobre 1945.
La finale se joue le 14 octobre 1945 au stade Dynamo de Moscou et voit la victoire du CDKA Moscou, déjà finaliste lors de l'édition 1944, qui remporte sa première coupe nationale aux dépens du Dynamo Moscou.

## Format
Un total de 32 équipes prennent part à la compétition, parmi elles les 12 participants à la première division 1945 et les 18 clubs du deuxième échelon, à qui se rajoutent deux équipes amateurs.
Le tournoi se déroule sur cinq tours, allant des seizièmes de finale à la finale. Chaque confrontation prend la forme d'une rencontre unique jouée sur la pelouse d'une des deux équipes. En cas d'égalité à l'issue du temps réglementaire d'un match, une prolongation est jouée. Si celle-ci ne suffit pas à départager les deux équipes, le match est rejoué ultérieurement.

## Résultats

### Seizièmes de finale
Les rencontres de ce tour sont jouées entre le 9 et le 28 septembre 1945.
| Date              | Locaux                     | Score    | Visiteurs                      |
| ----------------- | -------------------------- | -------- | ------------------------------ |
| 9 septembre 1945  | Dinamo Bakou (D2)          | 2 - 0    | (D2) Zénith Sverdlovsk         |
| 9 septembre 1945  | Dinamo Alma-Ata (A)        | 3 - 0    | (D2) Traktor Tcheliabinsk      |
| 16 septembre 1945 | Dinamo Erevan (D2)         | 4 - 2 ap | (D2) DKA Novossibirsk          |
| 16 septembre 1945 | DKA Tbilissi (D2)          | 3 - 3 ap | (D2) Krylia Sovetov Molotov    |
| 17 septembre 1945 | DKA Tbilissi (D2)          | 5 - 0    | (D2) Krylia Sovetov Molotov    |
| 16 septembre 1945 | Zénith Léningrad (D1)      | 1 - 0 ap | (D2) MVO Moscou                |
| 20 septembre 1945 | Dynamo Kiev (D1)           | 0 - 2    | (D2) Lokomotiv Kharkov         |
| 23 septembre 1945 | Dinamo Ivanovo (D2)        | 3 - 2 ap | (D2) KBF Léningrad             |
| 23 septembre 1945 | Torpedo Gorki (ru) (D2)    | 0 - 3    | (D1) Torpedo Moscou            |
| 23 septembre 1945 | Dinamo Minsk (D1)          | 3 - 4    | (D2) Stakhanovets Stalino      |
| 24 septembre 1945 | Dinamo Léningrad (D1)      | 5 - 1    | (D1) Lokomotiv Moscou          |
| 25 septembre 1945 | Spartak Léningrad (D2)     | 1 - 6    | (D1) Dynamo Moscou             |
| 26 septembre 1945 | CDKA Moscou (D1)           | 3 - 0    | (D2) VVS Moscou                |
| 27 septembre 1945 | Dinamo Tbilissi (D1)       | 2 - 0    | (D2) Pichtchevik Odessa        |
| 27 septembre 1945 | Krylia Sovetov Moscou (D1) | 3 - 1    | (D2) Krylia Sovetov Kouïbychev |
| 28 septembre 1945 | ZiS Moscou (A)             | 1 - 2    | (D1) Traktor Stalingrad        |
| 28 septembre 1945 | Spartak Moscou (D1)        | 3 - 1    | (D2) Troudovyé Rezervy Moscou  |

### Huitièmes de finale
Les rencontres de ce tour sont jouées entre le 16 septembre et le 2 octobre 1945.
| Date              | Locaux                  | Score | Visiteurs                  |
| ----------------- | ----------------------- | ----- | -------------------------- |
| 16 septembre 1945 | Dinamo Alma-Ata (A)     | 2 - 0 | (D2) Dinamo Bakou          |
| 23 septembre 1945 | DKA Tbilissi (D2)       | 3 - 0 | (D2) Dinamo Erevan         |
| 29 septembre 1945 | Zénith Léningrad (D1)   | 3 - 0 | (D2) Lokomotiv Kharkov     |
| 29 septembre 1945 | Dynamo Moscou (D1)      | 5 - 2 | (D1) Torpedo Moscou        |
| 30 septembre 1945 | CDKA Moscou (D1)        | 5 - 1 | (D1) Krylia Sovetov Moscou |
| 30 septembre 1945 | Dinamo Léningrad (D1)   | 3 - 0 | (D2) Stakhanovets Stalino  |
| 1er octobre 1945  | Spartak Moscou (D1)     | 1 - 2 | (D1) Dinamo Tbilissi       |
| 2 octobre 1945    | Traktor Stalingrad (D1) | 3 - 0 | (D2) Dinamo Ivanovo        |

### Quarts de finale
Les rencontres de ce tour sont jouées entre le 4 et le 6 octobre 1945.
| Date           | Locaux                  | Score | Visiteurs             |
| -------------- | ----------------------- | ----- | --------------------- |
| 4 octobre 1945 | Zénith Léningrad (D1)   | 2 - 1 | (D2) DKA Tbilissi     |
| 5 octobre 1945 | CDKA Moscou (D1)        | 1 - 0 | (D2) Dinamo Tbilissi  |
| 5 octobre 1945 | Traktor Stalingrad (D1) | 1 - 0 | (A) Dinamo Almat-Ata  |
| 6 octobre 1945 | Dynamo Moscou (D1)      | 4 - 0 | (D1) Dinamo Léningrad |

### Demi-finales
Les rencontres de ce tour sont jouées les 9 et 10 octobre 1945.
| Date            | Locaux             | Score | Visiteurs               |
| --------------- | ------------------ | ----- | ----------------------- |
| 9 octobre 1945  | CDKA Moscou (D1)   | 7 - 0 | (D1) Zénith Léningrad   |
| 10 octobre 1945 | Dynamo Moscou (D1) | 3 - 1 | (D1) Traktor Stalingrad |

### Finale
| Titulaires :   |                          |
|                |                          |
|                | Vladimir Nikanorov       |
|                | Grigori Toutchkov (ru)   |
|                | Ivan Kotchetkov (ru)     |
|                | Aleksandr Prokhorov (ru) |
|                | Aleksandr Vinogradov     |
|                | Boris Afanassiev         |
|                | Alekseï Grinine (en)     |
|                | Valentin Nikolaïev       |
|                | Grigori Fedotov          |
|                | Vsevolod Bobrov          |
|                | Vladimir Diomine (en)    |
|                |                          |
| Entraîneur :   |                          |
| Boris Arkadiev |                          |

| Titulaires :     |                          |
|                  |                          |
|                  | Alekseï Khomitch (en)    |
|                  | Vsevolod Radikovski (ru) |
|                  | Mikhaïl Semitchastny     |
|                  | Ivan Stankevitch (en)    |
|                  | Vsevolod Blinkov (en)    |
|                  | Leonid Soloviov (en)     |
|                  | Vassili Trofimov         |
|                  | Vassili Kartsev (en)     |
|                  | Konstantin Beskov        |
|                  | Nikolaï Dementiev (en)   |
|                  | Sergueï Soloviov         |
|                  |                          |
| Entraîneur :     |                          |
| Mikhail Yakushin |                          |

| Titulaires :   |                          |
|                |                          |
|                | Vladimir Nikanorov       |
|                | Grigori Toutchkov (ru)   |
|                | Ivan Kotchetkov (ru)     |
|                | Aleksandr Prokhorov (ru) |
|                | Aleksandr Vinogradov     |
|                | Boris Afanassiev         |
|                | Alekseï Grinine (en)     |
|                | Valentin Nikolaïev       |
|                | Grigori Fedotov          |
|                | Vsevolod Bobrov          |
|                | Vladimir Diomine (en)    |
|                |                          |
| Entraîneur :   |                          |
| Boris Arkadiev |                          |

| Titulaires :     |                          |
|                  |                          |
|                  | Alekseï Khomitch (en)    |
|                  | Vsevolod Radikovski (ru) |
|                  | Mikhaïl Semitchastny     |
|                  | Ivan Stankevitch (en)    |
|                  | Vsevolod Blinkov (en)    |
|                  | Leonid Soloviov (en)     |
|                  | Vassili Trofimov         |
|                  | Vassili Kartsev (en)     |
|                  | Konstantin Beskov        |
|                  | Nikolaï Dementiev (en)   |
|                  | Sergueï Soloviov         |
|                  |                          |
| Entraîneur :     |                          |
| Mikhail Yakushin |                          |